# Bodenwöhr
Bodenwöhr je německá obec v zemském okrese Schwandorf ve vládním obvodu Horní Falc spolkové země Bavorsko. Obec je státem uznaným lázeňským místem.

## Poloha
Obec se nachází v Horní Falci v přírodním parku Hornobavorský les na železniční trati Schwandorf-Cham. Obec leží u jezera Hammersee, osm kilometrů dlouhé přehradní nádrže, vybudované již v 15. století pro napájení hamrů na tavbu železa. Na východě je nádrž rozšířena o rybník Warbrucker Weiher a na severozápadě o rybník Weichselbrunnweiher. Vodní plochy napájí potoky Schafgraben, Gleixnerbach, Reichertweiher Graben, Pechmühlbach, Schwarzenbach. Vodu odvádí potok Sulzbach do řeky Řezné směrem k Nittenau.

### Sousední obce
Bodenwöhr sousedí s následujícími obcemi od jihu: Bruck in der Oberpfalz, Steinberg am See, Wackersdorf, Neunburg vorm Wald, Neukirchen-Balbini v okrese Schwandorf a Roding v okrese Cham.
| Růžice kompasu | Wackersdorf 10 km     | Neunburg vorm Wald 10 km    | Neunburg vorm Wald 10 km | Růžice kompasu |
| Růžice kompasu | Wackersdorf 10 km     | Sever                       | Neukirchen-Balbini 10 km | Růžice kompasu |
| Růžice kompasu | Wackersdorf 10 km     | Bodenwöhr                   | Neukirchen-Balbini 10 km | Růžice kompasu |
| Růžice kompasu | Wackersdorf 10 km     | Jih                         | Neukirchen-Balbini 10 km | Růžice kompasu |
| Růžice kompasu | Steinberg am See 9 km | Bruck in der Oberpfalz 2 km | Roding 18 km             | Růžice kompasu |

## Historie
První písemná zmínka o obci pochází z roku 1123, kdy je zmiňována jako Potenwre. Před rokem 1464 byl v Bodenwöhru založen železný hamr. Se vznikem politických obcí v Bavorsku v roce 1818 byla obec přiřazena k obci Neuenschwand.

## Kultura a památky

### Pamětihodnosti
- Farní kostel sv. Barbory: Byl postaven v letech 1948 až 1950 podle plánů architekta Hanse Beckera. Kostel stylově vychází z typu románské baziliky. Jako stavební materiál byl mimo jiné použit pískovec z katastru obce Bodenwöhr.
- Hrad Altenschwand
- Zámek Taxöldern
- Zámek Bodenwöhr
- Neoficiální památník odporu proti vybudování úložiště jaderného odpadu Franzisken-Materln

### Přírodní památky
- Přírodní rezervace rybník Weichselbrunner a suchý borový les u Bodenwöhru
- Přírodní rezervace lesní vřesoviště východně od Bodenwöhru a Brucku v Horní Falci
- Přírodní rezervace Pfahl

Jižně od části obce Pingarten se nachází bývalý porfyrový lom Pingarten. Opuštěný lom patří mezi 100 nejkrásnějších geotopů Bavorska.

## Turismus
Jezero Hammersee je bohaté na ryby a nabízí možnosti rybolovu, koupání a bezmotorové plavby. Přímo u jezera (vodní plocha 34 ha, délka 8 km) se nacházejí tři kempy. Na březích jezera jsou vybudovány pláže a oficiální místa ke koupání.
V obci se nachází řada rekreačních bytů, penzionů, restaurací a hotelů, některé v bezprostřední blízkosti jezera, jiné v ostatních částech obce.
Podél bývalé železniční trati Bodenwöhr-Rötz vede udržovaná cyklostezka Regen-Schwarzach (Nittenau-Neunburg). Na kole se po ní lze vydat na sever přes Neunburg vorm Wald a Kröblitz údolím Švarcavy k jezeru Eixendorf.
V okolní lesní a jezerní krajině jsou značené okružní a tematické turistické trasy. Bývalý vojenský výcvikový prostor jižně od Wahrbruckských rybníků se stal klidnou přírodní rezervací.

## Doprava
Nádraží Bodenwöhr Nord ve části obce Blechhammer leží na železniční trati Schwandorf-Furth im Wald, která byla zprovozněna v lednu 1861. Přes Schwandorf je vedeno dálkové spojení do Norimberku, Mnichova a přes Furth im Wald do Domažlic a Prahy.
Odbočuje zde železniční trať Bodenwöhr-Nittenau, na které je provozována pouze nákladní doprava. Železniční trať Bodenwöhr-Rötz přestala být využívána a byla přeměněna na cyklostezku. U obou tratí bylo nádraží na hlavní trati Norimberk-Praha rušným osobním i nákladním nádražím, proto má rozsáhlou kolejovou plochu a nástupiště jsou propojena podchodovým tunelem. Až do roku 2007 sloužila stanice jako nakládací stanice pro vojáky umístěné v areálu Neunburg vorm Wald.